# Krass Kariert
Krass Kariert ist ein Karten- und Stichspiel der deutschen Spieleautorin Katja Stremmel, das im Jahr 2018 bei dem Verlag Amigo erschienen ist. Im gleichen Jahr wurde es als bestes Kartenspiel des Jahres beim À-la-carte-Kartenspielpreis ausgezeichnet.

## Thema und Ausstattung
Bei Krass Kariert handelt es sich um ein Stichspiel, bei dem die Mitspieler versuchen, durch Ausspielen ihrer Kartenkombinationen die Kombinationen ihrer Gegner zu überbieten. Ziel des Spiels ist es dabei, die eigene Kartenhand möglichst schnell loszuwerden und so das Spiel zu gewinnen.
Das Spielmaterial besteht neben einer Spielanleitung aus je 4 Zahlenkarten mit den Werten 1 bis 12, je zwei X-Karten, Nachziehkarten und Stopp-Karten sowie 15 Wertungschips.

## Spielweise
Vor dem Spiel bekommt jeder Mitspieler drei Chips, die diese vor sich ablegen. Danach werden die Karten gemischt und jeder Spieler bekommt 10 Handkarten (Ausnahme: Bei fünf Spielern bekommt jeder Spieler nur 7 Karten). Die Handkarten dürfen dabei erst aufgenommen werden, wenn sie alle vor den Spielern liegen, die Reihenfolge der Karten darf nach der Aufnahme nicht mehr verändert werden. Zusätzlich legt der Geber vor jedem Spieler zwei Ersatzkarten ab und bildet aus den restlichen Karten einen verdeckten Nachziehstapel, der in der Spielmitte platziert wird.
Beginnend mit einem Startspieler (entsprechend der Regel der Spieler links vom Geber) spielen die Spieler im Uhrzeigersinn. In jeder Runde spielt jeder Spieler eine Kartenkombination aus der Hand aus, die aus einer bis drei Karten besteht, die sich direkt nebeneinander auf der Hand befinden müssen und so gemeinsam ausgelegt werden können. Alle Spieler müssen mit ihrer jeweiligen Kombination die Kombination des vor ihnen ausspielenden überbieten, indem sie wertvollere Kombinationen auslegen. Dabei gilt die folgende Wertereihung:
1. Solo: Eine einzelne Karte, es zählt der Wert
2. 2er-Straße: Zwei Karten mit aufeinanderfolgenden Werten
3. Paar: Zwei Karten mit gleicher Zahl
4. 3er-Straße: Drei Karten mit aufeinanderfolgenden Werten (dabei müssen sie nicht zwingend in aufsteigender Reihe nebeneinander liegen)
5. Drilling: Drei Karten mit gleicher Zahl

Die Sonderkarten können entsprechend ihrer Funktion mit einer Kombination oder alleine ausgespielt werden:
- Die X-Karte stellt einen Joker dar und darf einen beliebigen Wert von 1 bis 12 annehmen, der angesagt werden muss.
- Die Stopp-Karte wird allein gespielt und der Spieler, der sie einsetzt, beendet und gewinnt die aktuelle Runde.
- Die Nachziehkarte kann ebenfalls nur allein gespielt werden. Mit dieser Karte wird der ausspielende Spieler von der Pflicht entbunden, eine höhere Kombination als sein Vorgänger zu legen. Der Spieler, der einen Stich mit einer Nachziehkarte gewinnt, muss drei Karten nachziehen; wenn beide Nachziehkarten in dem Stich sind, muss er sogar 6 Karten nachziehen. Wird eine Runde mit einer Nachziehkarte eröffnet, darf der zweite Spieler eine beliebige Kombination auslegen.

Kann oder will ein Spieler keine Kartenkombination ausspielen, kann er stattdessen eine der beiden Reservekarten auf die Hand nehmen und an beliebiger Stelle einsortieren. Wenn jeder Spieler entweder eine Kombination ausgespielt oder eine Karte aufgenommen hat, endet die Runde und der Spieler mit der höchsten Kartenkombination gewinnt diese. Hat er noch Karten auf der Hand, beginnt er die nächste Runde, ansonsten beginnt der Zweitplatzierte oder, wenn er der einzige Spieler mit einer Kartenkombination in dieser Runde war, sein rechter Nachbar.
Der Durchgang wird so lange gespielt, bis nur noch ein Spieler Karten auf der Hand hat, oder, wenn in einer Runde ein Spieler weder eine höhere Kombination als sein Vorgänger spielen noch eine Reservekarte aufnehmen kann. Der jeweilige Spieler hat den Durchgang verloren und gibt einen seiner Chips ab. Sollten in einer Runde alle Spieler ihre letzten Karten ausgespielt haben, müssen alle an der Runde beteiligten Spieler mit Ausnahme des Gewinners der Runde jeweils einen Chip abgeben. Der Verlierer eines Durchgangs beginnt den nächsten Durchgang.
Spieler, die ihren letzten Chip abgegeben haben, dürfen weiter mitspielen. Das Spiel endet, wenn ein Spieler keinen Chip mehr hat, wenn er einen abgeben müsste. Dieser Spieler verliert das Spiel.

## Versionen und Rezeption

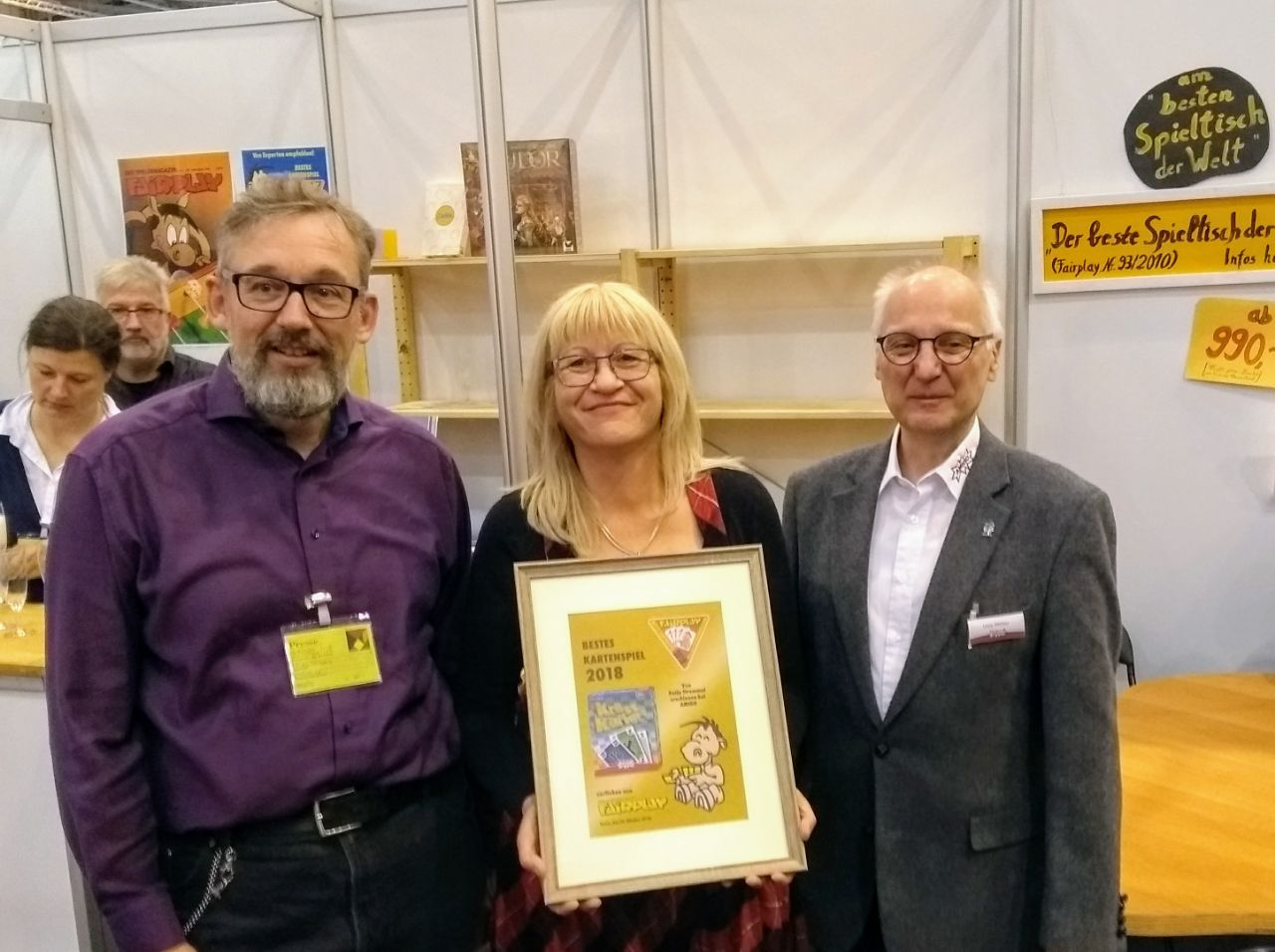
Katja Stremmel nimmt die Auszeichnung zum besten Kartenspiel 2018 für Krass Kariert entgegen.

Das Spiel Krass Kariert wurde von der deutschen Spieleautorin Katja Stremmel entwickelt und wurde 2018 bei dem deutschen Verlag Amigo veröffentlicht. 2019 erschien das Spiel jeweils in einer koreanischen und einer japanischen Version, 2020 zum auf Französisch und Englisch.
Krass Kariert wurde bei der Wahl zum besten Kartenspiel des Jahres der Zeitschrift Fairplay auf den ersten Platz gewählt und damit mit dem À-la-carte-Kartenspielpreis 2018 ausgezeichnet.

## Belege
1. 1 2 3 4 5 6 7 8  Spieleanleitung Krass Kariert, Amigo 2018
2. ↑  Krass Kariert, Versionen bei BoardGameGeek. Abgerufen am 19. Januar 2019.